# Världsmästerskapen i bordtennis 1973
 Världsmästerskapen i bordtennis 1973 spelades i Sarajevo under perioden 5-15 april 1973.

## Medaljörer

### Lag
| Disciplin            | Guld                                                                                   | Silver                                                           | Brons                                                                           |
| Herrarnas lagtävling | Sverige Stellan Bengtsson Anders Johansson Kjell Johansson Bo Persson Ingemar Wikström | Kina Diao Wenyuan Li Jingguang Liang Geliang Xi Enting Xu Shaofa | Japan Nobuhiko Hasegawa Yujiro Imano Mitsuru Kohno Norio Takashima Tokio Tasaka |
| Damernas lagtävling  | Sydkorea Chung Hyun-Sook Kim Soon-Ok Lee Ailesa Park Mi-Ra                             | Kina Hu Yulan Zhang Li Zheng Huaiying Zheng Minzhi               | Japan Tomie Edano Miho Hamada Yukie Ohzeki Sachiko Yokota                       |

### Individuellt
| Disciplin   | Guld                              | Silver                            | Brons                                |
| Herrsingel  | Xi Enting                         | Kjell Johansson                   | Antun Stipančić                      |
| Herrsingel  | Xi Enting                         | Kjell Johansson                   | Dragutin Šurbek                      |
| Damsingel   | Hu Yulan                          | Alica Grofova                     | Zhang Li                             |
| Damsingel   | Hu Yulan                          | Alica Grofova                     | Park Mi-Ra                           |
| Herrdubbel  | Stellan Bengtsson Kjell Johansson | István Jónyer Tibor Klampár       | Jean-Denis Constant Jacques Secrétin |
| Herrdubbel  | Stellan Bengtsson Kjell Johansson | István Jónyer Tibor Klampár       | Antun Stipančić Dragutin Šurbek      |
| Damdubbel   | Maria Alexandru Miho Hamada       | Qiu Baoqin Lin Meiqun             | Tazuko Abe Tomie Edano               |
| Damdubbel   | Maria Alexandru Miho Hamada       | Qiu Baoqin Lin Meiqun             | Jill Hammersley Beatrix Kisházi      |
| Mixeddubbel | Liang Geliang Li Li               | Anatoli Strokatov Asta Gedraitite | Yu Changchun Zheng Huaiying          |
| Mixeddubbel | Liang Geliang Li Li               | Anatoli Strokatov Asta Gedraitite | Josef Dvoracek Alice Grofova         |

### Fotnoter
1. ↑  ”World Championships Results”. ITTF Museum. Arkiverad från originalet den 11 maj 2012. https://web.archive.org/web/20120511103023/http://www.ittf.com/museum/results/WorldChresults.html. Läst 7 april 2012.
2. ↑  ”ITTF Statistics”. ittf.com. Arkiverad från originalet den 4 mars 2016. https://web.archive.org/web/20160304041340/http://www.ittf.com/ittf_stats/All_events4.asp?Competition_ID=61. Läst 7 april 2012.